# Expedition 43
Expedition 43 è stata la 43ª missione verso la Stazione spaziale internazionale. È cominciata l'11 marzo 2015 con l'undocking della Sojuz TMA-14M che ha riportato a casa l'equipaggio dell'Expedition 42.
Il termine della spedizione, pianificato per la metà di maggio 2015, è stato posticipato all'11 giugno a causa di un incidente alla navetta di rifornimento Progress M-27M.

## Equipaggio
| Ruolo               | Marzo 2015                              | Marzo – Giugno 2015                       |
| ------------------- | --------------------------------------- | ----------------------------------------- |
| Comandante          | Terry Virts, NASA Secondo volo          | Terry Virts, NASA Secondo volo            |
| Ingegnere di volo 1 | Anton Škaplerov, Roscosmos Secondo volo | Anton Škaplerov, Roscosmos Secondo volo   |
| Ingegnere di volo 2 | Samantha Cristoforetti, ESA Primo volo  | Samantha Cristoforetti, ESA Primo volo    |
| Ingegnere di volo 3 |                                         | Gennadij Padalka, Roscosmos Quinto volo   |
| Ingegnere di volo 4 |                                         | Michail Kornienko, Roscosmos Secondo volo |
| Ingegnere di volo 5 |                                         | Scott Kelly, NASA Quarto volo             |

Fonte: Spacefacts
Jurij Valentinovič Lončakov doveva essere originariamente l'ingegnere di volo 3. Tuttavia, si è dimesso dall'Agenzia spaziale russa il 6 settembre 2013, per iniziare a lavorare alla Gazprom. Lonchakov doveva essere originariamente anche il comandante della Expedition 44.